# Charles Kieffer (résistant)
Pour les articles homonymes, voir Charles Kieffer et Kieffer.
Charles Kieffer, né le 15 décembre 1903 à Andlau et mort le 28 septembre 1987 à Strasbourg, est un ingénieur agronome, fonctionnaire et résistant français, Compagnon de la Libération. Installé en Afrique, il se trouve au Cameroun lorsque débute la seconde guerre mondiale. Il décide de se rallier à la France libre en 1940 et participe aux combats en Afrique, au Proche-Orient, en Italie et en France. Retourné au Cameroun après la guerre, il le quitte lorsque le pays accède à l'indépendance et occupe des fonctions au sein de l'OTAN en France.

## Biographie

### Jeunesse et engagement
Fils d'un tonnelier-viticulteur, Charles Kieffer naît le 15 décembre 1903 à Andlau, alors dans l'empire allemand. Après la première guerre mondiale, il étudie au lycée de Chaumont avant de suivre les cours d'élève officier de réserve à l'école de cavalerie de Saumur. Il effectue ensuite son service militaire en tant que sous-lieutenant au 11e régiment de dragons. Rendu à la vie civile, il devient ingénieur agronome après avoir étudié à l'école coloniale d'agriculture de Tunis puis à l'Institut national agronomique de la France d'Outre-Mer de Nogent-sur-Marne. Installé au Cameroun, il y exerce comme conducteur de travaux agricoles et des eaux et forêts.

### Seconde Guerre mondiale
Mobilisé en 1939, il ne part cependant pas combattre en métropole et reste au Cameroun. En août 1940, lorsque la colonie se rallie à la France libre, il décide lui aussi de servir le général de Gaulle et s'engage dans les forces françaises libres (FFL). Affecté à la 101e compagnie automobile des FFL, il prend part à la campagne de Syrie. Il est ensuite muté à la 102e compagnie automobile puis dirige le service automobile de la 2e brigade française libre. D'avril 1942 à avril 1943, il participe à la guerre du désert en Libye puis à la campagne de Tunisie d'avril à mai 1943.
Après une période de repos et de réorganisation au sein de la 1re division française libre en Libye et en Tunisie, Charles Kieffer est engagé dans la campagne d'Italie à partir d'avril 1944. En août suivant, il fait partie du débarquement de Provence et participe à la bataille de Toulon et à la libération de la France. Il est démobilisé en juin 1945 avec le grade de capitaine.

### Après-Guerre
Reparti au Cameroun, il devient inspecteur général des chasses à Yaoundé avant de revenir en France en 1960. Installé à Eichhoffen, dans son Alsace natale, il exerce comme secrétaire général des services généraux de l'OTAN. Charles Kieffer meurt le 28 septembre 1987 à Strasbourg.

## Décorations
|  |  |  |  |  |  |
|  |  |  |  |  |  |
|  |  |  |  |  |  |
|  |  |  |  |  |  |

| Officier de la Légion d'honneur                             | Officier de la Légion d'honneur                             | Officier de la Légion d'honneur                             | Compagnon de la Libération Par décret du 20 novembre 1944            | Compagnon de la Libération Par décret du 20 novembre 1944            | Compagnon de la Libération Par décret du 20 novembre 1944            | Croix de guerre 1939-1945 Avec une palme         | Croix de guerre 1939-1945 Avec une palme         | Croix de guerre 1939-1945 Avec une palme         |                                                  |                                                  |                                                  |
| Officier de l'Ordre du Mérite combattant                    | Officier de l'Ordre du Mérite combattant                    | Officier de l'Ordre du Mérite combattant                    | Croix du combattant volontaire Avec agrafe "Guerre 1939-1945"        | Croix du combattant volontaire Avec agrafe "Guerre 1939-1945"        | Croix du combattant volontaire Avec agrafe "Guerre 1939-1945"        | Croix du combattant volontaire de la Résistance  | Croix du combattant volontaire de la Résistance  | Croix du combattant volontaire de la Résistance  |                                                  |                                                  |                                                  |
| Médaille coloniale Avec agrafes "AEF", "Libye" et "Tunisie" | Médaille coloniale Avec agrafes "AEF", "Libye" et "Tunisie" | Médaille coloniale Avec agrafes "AEF", "Libye" et "Tunisie" | Médaille commémorative des services volontaires dans la France libre | Médaille commémorative des services volontaires dans la France libre | Médaille commémorative des services volontaires dans la France libre | Médaille commémorative de la campagne d'Italie   | Médaille commémorative de la campagne d'Italie   | Médaille commémorative de la campagne d'Italie   |                                                  |                                                  |                                                  |
| Officier de l'Ordre du Mérite touristique                   | Officier de l'Ordre du Mérite touristique                   | Officier de l'Ordre du Mérite touristique                   | Officier de l'Ordre du Mérite touristique                            | Officier de l'Ordre du Mérite touristique                            | Officier de l'Ordre du Mérite touristique                            | Officier de l'Ordre du Nichan Iftikhar (Tunisie) | Officier de l'Ordre du Nichan Iftikhar (Tunisie) | Officier de l'Ordre du Nichan Iftikhar (Tunisie) | Officier de l'Ordre du Nichan Iftikhar (Tunisie) | Officier de l'Ordre du Nichan Iftikhar (Tunisie) | Officier de l'Ordre du Nichan Iftikhar (Tunisie) |